# Ruslanas Vartanovas
Ruslanas Vartanovas (ur. 18 sierpnia 1971) – litewski zapaśnik walczący w stylu klasycznym. Olimpijczyk z Atlanty 1996, gdzie zajął czternaste miejsce w wadze muszej.
Trzynasty na mistrzostwach świata w 1998. Szósty na mistrzostwach Europy w 1992 i 1996. Wygrał igrzyska bałtyckie w 1993. Brązowy medalista mistrzostw nordyckich w 1998 roku.

## Letnie Igrzyska Olimpijskie 1996
| Konkurencja | Rundy eliminacyjne     | Repasaże                 | Repasaże                       | Klas. końcowa |
| Konkurencja | Przeciwnik I           | Przeciwnik I             | Przeciwnik II                  | Miejsce       |
| ----------- | ---------------------- | ------------------------ | ------------------------------ | ------------- |
| 52 kg       | Nurym Düjsenow (KAZ) P | Tiebiri Godswill (NGA) Z | Alfred Ter-Mykyrtczian (GER) P | 14.           |